# Fiorella Cava
Fiorella Vincenza Cava Goicochea (Lima, 31 de mayo de 1960) es una cantante, música y activista por los derechos trans peruana.

## Biografía
Cava estudió Derecho en la Pontificia Universidad Católica del Perú y Ciencias de la comunicación en la Universidad de Lima. Paralelamente iniciaba una carrera como música, lo que le hizo preparara una tesis de abogacía sobre derechos intelectuales en la industria fonográfica. Posteriormente, con 23 años, obtuvo el puesto de gerente del Consorcio de Editoras Musicales del Perú.
Su carrera musical se inició con la banda Hielo, con quienes grabó su primer éxito, «El rock del vago», que se posicionó entre las más escuchadas Panamericana Radio en 1983. Tres años después, en 1986, junto al baterista Jesús Hurtado y el bajista Alex Nathanson, formó JAS. Al año siguiente publicaron Mueres en tu ley, cuyo sencillo promocional «Ya no quiero más ska» se convirtió en la canción más reconocida de la banda. En 1992 publicaron su segundo álbum, ¿De qué te quejas?, que no obtuvo la misma respuesta que el primero.
Tras la disolución de JAS en 1995, Fiorella Cava se alejó de la vida pública para iniciar su transición. Tras viajar por Argentina, Chile y España, decidió volver a Lima para vivir abiertamente con su nueva identidad de género. En 2004, durante su maestría en Historia y Antropología de la Cultura en la Universidad Nacional Mayor de San Marcos, publicó Identidad, cultura y sociedad: un grito desde el silencio, uno de los primeros textos académicos sobre la transgeneridad en Perú. Tras una lucha judicial de catorce años, en 2012 la Corte Superior de Lima falló a su favor y pudo cambiar legalmente su nombre en su documento de identidad. La prensa se hizo eco de la noticia, y recibió hostilidad mediática, incluso fue atacada por un grupo de extrema derecha en un parque limeño, hecho que denunció. Como activista por los derechos trans, fundó la primera asociación de personas trans en el Perú, CISNE (Centro de Identidad y Sexualidad Nueva Existencia).
Retornó a la música como solista, y publicó en 2009 Rituales vacíos, junto al productor Dante Gonzáles. Así mismo, en 2020 JAS se volvió a formar con nuevos componentes, con Cava como vocalista, y publicaron el doble CD Antología 1986 – 2019. Paralelamente, desde 2021, lidera un proyecto musical experimental llamado C.A.V.A.

## Discografía

### Con Hielo
- «El rock del vago» (1983)

### Con JAS
- Mueres en tu ley (1987)
- ¿De qué te quejas? (1992)
- Antología 1986 – 2019 (2020)

### Como solista
- Rituales vacíos (2009)

## Publicaciones
- Identidad, cultura y sociedad: un grito desde el silencio (2004)

## Filmografía
- Sarita Colonia, la tregua moral